# Adrian Dziółko
Adrian Dziółko (* 22. Februar 1990) ist ein polnischer Badmintonspieler. 

## Karriere
Adrian Dziółko gewann 2011, 2012 und 2013 jeweils Bronze bei den nationalen Meisterschaften in Polen. Bei den Turkey International 2012 und den Romanian International 2014 wurde er Zweiter, bei den Estonian International 2014 und den Polish Open 2014 Dritter. 2012 und 2014 startete er bei den Badminton-Europameisterschaften. 2019 gewann er die polnische Einzelmeisterschaft.